# سعاد الهرمزي
سعاد الهرمزي، إذاعي وناقد موسيقي وصحفي وكاتب عراقي. ولد في كركوك عام 1927، وكان من المساهمين في تأسيس التلفزيون العراقي عام 1956 وهو أول من أسس الإذاعة الهاتفية في وكالة الأنباء العراقية.

## ولادته وعائلته
ولد الاعلامي سعاد في عام 1927 في بيت عائلة الهرمزي التركمانية، وهو ابن القائمقام المتقاعد والصحفي صاحب جريدة (الآفاق) الكركوكلية التركمانية، شاكر ضياء الدين الهرمزي الذي توفي بتاريخ 6 تشرين الثاني 1970.

## دراسته واعماله
أكمل سعاد الهرمزي دراسته المتوسطة في كركوك بعد تخرجه من معهد التدريب الإذاعي في القاهرة، عاد إلى العراق ليعمل مساعدا للمراقب العام في المؤسسة العامة للإذاعة والتلفزيون ورئيسا للمحررين في وكالة الأنباء العراقية حيث دخل الإذاعة العراقية في عام 1948 وكان عمره 21 عاماً واستطاع أن يحتل مكانة عالية بين الاذاعيين كمعد ومقدم برامج ومكتشف للنجوم، ولم ينقطع عن العمل حتى وفاته في عام 1998.
اهتم سعاد الهرمزي بترصين اللغة العربية في مستهل حياته وعمل صحفيا ورئيسا لتحرير جريدة (الآفاق) الكركوكية وهو لا يزال في العشرين من عمره. وهي صحيفة أسبوعية كانت تصدر باللغتين العربية والتركمانية. مارس سعاد الهرمزي النقد السينمائي في عدد من الصحف والمجلات العراقية. وقد ساهم في المهرجان الدولي للموسيقى في بغداد عام 1964 ومهرجان السينما الدولي باستانبول. وكانت له علاقات متميزة ومتينة مع الفنانين والكتاب الكبار من أمثال الموسيقار محمد عبد الوهاب والشاعر محمود حسن إسماعيل والكاتب سلامة موسى.

## من أهم انجازاته
اهتم في بداياته بالقصة قبل ان يتوجه للعمل الإذاعي، إلا أنه سرعان ما توقف عن كتابتها بعد عمله في إذاعة بغداد. أعد وقدم نحو عشرين برنامجا إذاعيا خلال عفد الخمسينيات من القرن العشرين، وهو أول من أسس برنامج اكتشاف المواهب الغنائية، ويعد من الحريصين على وضع الأصول في كتابة النقد الموسيقي والغنائي. ومن أهم برامجه البرنامج الإذاعي (من الذاكرة)، وهو برنامج موسيقي غنائي يتناول سيرة عمالقة الموسيقى العربية، وتحلل بعين الناقد إنجازاتهم الغنائية. كما كان يهتم بأساطين الغناء العراقي من أمثال: سليمة مراد ومحمد القبانجي وناظم الغزالي وعفيفة إسكندر ويوسف عمر.
وقدم برنامج سماه ركن الهواة في مطلع عقد الستينيات من القرن العشرين، وكان برنامج (ركن الهواة) يعرض أسبوعياً ويستغرق نصف ساعة ويقدم مباشرة على الهواء لعدم توفر أجهزة التسجيل في وقتها وكان المشارك في البرنامج يختار أغنية لأحد المطربين العراقيين ويقدمها بمشاركة الفرقة الموسيقية التابعة لتلفاز بغداد، وبعد الانتهاء من الأغنية يحال على لجنة فنية لتقرر مدى إمكانياتهِ، وإذا كانت النتيجة إيجابية فأن من حقهِ التقديم إلى دائرة الإذاعة العراقية ليخوض امتحاناً آخر لتحديد مصيرهِ بالقبول أو الرفض. ولقد أستمر برنامج (ركن الهواة) لأكثر من عام ومن ثم توقف نهائياً لعدم رغبة سعاد الهرفري في تقديمه بعد أن خف الإقبال عليهِ بسبب الظروف والتقاليد الاجتماعية التي وقفت حائلاً دون تقديم الكثير من الشباب إلى البرنامج في تلك الفترة الزمنية إذ كانت الكثير من الأسر العراقية ترى في الغناء والموسيقى مجالاً لا يليق بأبناءها ولهذا فأنها تعارض بشدة أية خطوة عل هذا الطريق.

## من مؤلفاته
كتب سعاد الهرمزي العديد من الكتب والمؤلفات ومن أهمها:
- خواطر الأيام، طبع في جزأن.
- أصوات لا تنسى، طبع في خمسة أجزاء.
- من الذاكرة، طبع في ثلاثة أجزاء.
- موسوعة الفنانين، طبع في ثلاثة أجزاء.

## وفاته
توفى الاعلامي سعاد الهرمزي في بغداد يوم الأحد 13 رمضان 1418 هـ/ 11 كانون الثاني 1998.